# Spina nasalis anterior

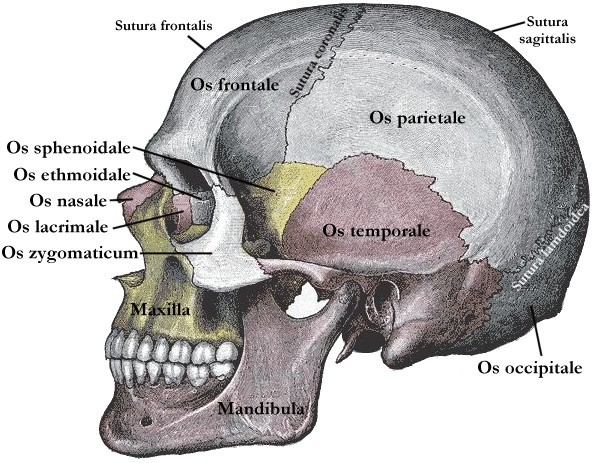
Die Spina nasalis anterior ist der Punkt, an dem der Oberkiefer am weitesten nach vorne ragt.

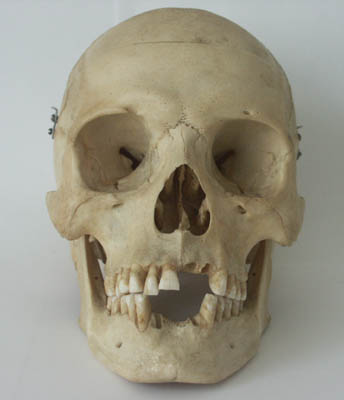
Die Spina nasalis anterior ist der Knochenvorsprung unten in der Mitte der Nasenöffnung.

Die Spina nasalis anterior (dt. Nasendornfortsatz) ist eine knöcherne Verdickung an der Vereinigungsstelle des rechten und linken Oberkieferknochens (Sutura intermaxillaris). Sie ist der unterste, vorderste Punkt in der Mittellinie der Apertura piriformis. An ihr ist die knorpelige Nasenscheidewand mit besonders festen kollagenen Fasern befestigt.

## Klinische Bedeutung
Von dieser Stelle ziehen häufig knöcherne Leisten nach hinten, die durch eine Verengung der Nasenhöhle zu einer behinderten Nasenatmung führen. Auch wenn die Nasenscheidewand durch einen Unfall oder angeboren neben der Spina nasalis anterior steht, kann die Nasenatmung behindert sein. Man spricht dann von einer (Sub-)Luxation der Nasenscheidewand. Diese Veränderungen können im Rahmen einer Septumplastik operativ korrigiert werden. Ansonsten trägt die Spina nasalis anterior nur wenig zur Charakterisierung des Mittelgesichtsprofils bei.
Die Spina nasalis anterior ist ein wichtiger Bezugspunkt für die Bestimmung der Deutschen Horizontalen und der Camperschen Ebene bei der Anfertigung von Zahnersatz oder speziellen Röntgenaufnahmen.

Animation. Spina nasalis anterior rot markiert.
Linker Oberkieferknochen. Spina nasalis anterior rot markiert.
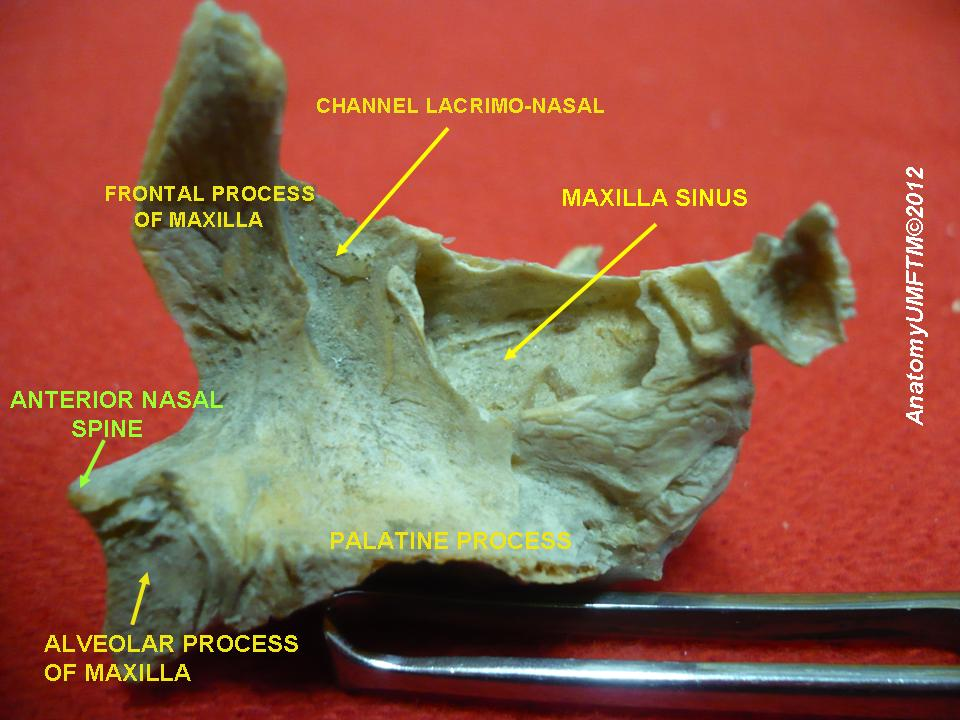
Rechter Oberkieferknochen von der Mitte. Spina nasalis anterior links mit ihrer englischen Bezeichnung Anterior nasal spine markiert.